# Tanacu
Tanacu est une commune du comté de Vaslui, en Roumanie.
Tanacu est composée de deux villages, Beneşti et Tanacu et comprenait les  villages de Muntenii de Sus et Satu Nou de 1968 à 2004, jusqu'à la séparation de ceux-ci afin de former la  commune de Muntenii de Sus.
En 2011, la population s'élevait à 2 040 habitants.
La commune est le site du monastère Tanacu, où un exorcisme s'est produit.